# 真穗猪笼草
真穗猪笼草（学名：Nepenthes eustachya）是苏门答腊特有的热带食虫植物，存在于海拔1600米处。其种加词“eustachya”来源于希腊语，“eu”意为“真实的”，“stachys”意为“穗”，指其总状花序结构。

## 植物学史
1856年2月，约翰内斯·伊莱亚斯·特斯曼在苏门答腊实武牙附近海岸首次采集了真穗猪笼草，该标本编号为“Teijsmann 529”。马修·杰布和马丁·奇克在其1997年发表的专著《猪笼草属（猪笼草科）的框架性修订》中将该标本指定为模式标本。该标本与两份等模标本一起存放于茂物植物园植物标本馆中。
1858年，弗里德里希·安东·威廉·米克尔描述了真穗猪笼草。1908年，约翰·缪尔黑德·麦克法兰在其专著《猪笼草科》中修订了猪笼草属，将真穗猪笼草保留为一个独立的物种。
B·H·丹瑟并不认同这个观点，在其1928年发表的开创性专著《荷属东印度群岛的猪笼草科植物》中认为真穗猪笼草实为翼状猪笼草（N. alata）的一个同物异名。他写道：
|  | 仅记录到苏门答腊存在真穗猪笼草，麦克法兰仍进行了分类，并将其归入翼状猪笼草下。在他的专著中，麦克法兰观察到翼状猪笼草的笼盖具有笼盖骨，而真穗猪笼草不具备；他将无笼盖骨的分类为无冠翼状猪笼草。但除此外，这两个物种几乎没有任何差别，特别是花序惊人的相似。 |

此外，B·H·丹瑟也将采至西马来西亚的“Ridley 16097”号标本归入了翼状猪笼草，进一步扩大了该物种的分布范围，但却难以解释为什么典型的翼状猪笼草不存于婆罗洲。1999年，“Ridley 16097”号标本现在被认为是白猪笼草（N. alba）与本斯通猪笼草（N. benstonei）的混合标本。
随后，有大量的学者将真穗猪笼草并入翼状猪笼草，包括1973年仓田重夫，1986年罗斯朱迪·塔明（Rusjdi Tamin）和堀田满，1990年迈克·霍普金斯（Mike Hopkins）、里基·毛德（Ricky Maulder）和布鲁斯·萨蒙（Bruce Salmon），及1998年T. Sota、M. Mogi和K. Kato
1997年，马修·杰布和马丁·奇克注意到了这两个类群间存在的大量区别，所以他们再次将真穗猪笼草提升为一个独立的物种。查尔斯·克拉克在他2001年的专著《苏门答腊岛与西马来西亚的猪笼草》中也支持这个观点。
真穗猪笼草的种加词“eustachya”曾在各文献中被多次拼错，其中包括奥托·施塔普夫在1886年将其错拼为“N. eustachys”，及雅各布·海斯伯特·博尔拉吉（Jacob Gijsbert Boerlage）在1900年将其错拼为“N. eustachia”

## 形态特征
真穗猪笼草为藤本植物。茎可长达5米，直径可达0.8厘米，呈圆柱形。节间距可达12厘米。
真穗猪笼草的叶片革质，具柄，呈长圆形－披针形，可长达20厘米，宽至5厘米。叶尖浑圆至微缺，偶尔略呈盾形。叶柄呈管状，不下延，通常无翼。叶柄约包住茎周长的一半。中脉的两侧各有2至4条纵脉。羽状脉斜发自中脉。笼蔓可长达15厘米。
真穗猪笼草下位笼的下四分之一为卵形，其余上部为圆柱形，唇下略微扩大。其可高达20厘米，宽至4厘米。下位笼卵形部的内表面覆盖着消化腺。笼翼缩小为一对隆起。笼口为圆形，倾斜。唇可宽达5毫米，内缘有不明显的唇齿。内缘部分约占截面表面总长度的29%。笼盖几乎为圆形，无附属物。笼盖基部的后方有一根通常二裂的笼蔓尾，其可长达4毫米。
真穗猪笼草上位笼的大部分形态特征类似于下位笼。体型通常更大，且捕虫笼上四分之一更接近于漏斗形。
真穗猪笼草的花序为总状花序。总花梗可长达40厘米，花序轴可长达30厘米。每个花梗带1至2朵花，无苞片。萼片为披针形，可长达4毫米。
真穗猪笼草植株的稚嫩部覆盖着稀疏的白色毛被，大多易脱落。植株的成熟部分无毛。
真穗猪笼草的茎和叶片为绿色。捕虫笼为白色至浅粉色且带红色的斑点。笼盖的下表面的颜色通常深于捕虫笼。唇通常为黄色且具有红色的条纹。

## 生态关系

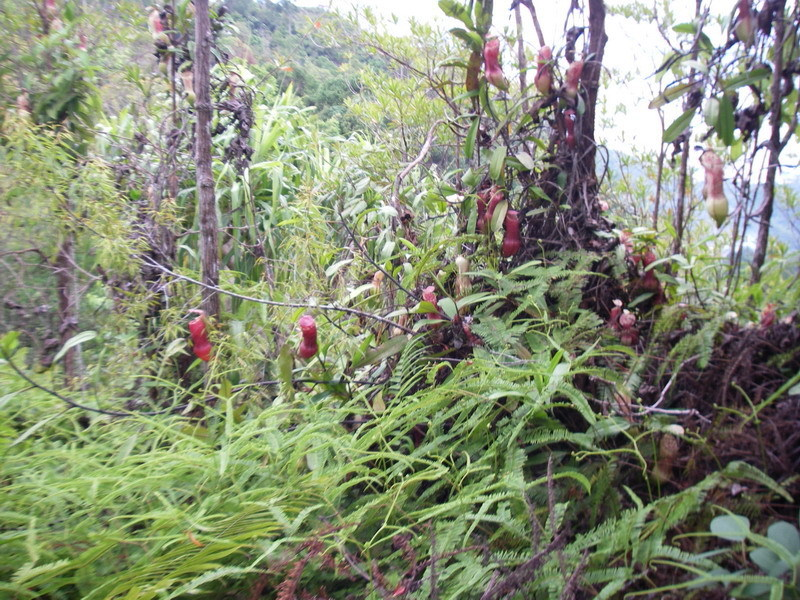
攀附于蕨类植物上生长的真穗猪笼草

真穗猪笼草是印度尼西亚北苏门答腊省和西苏门答腊省特有的热带食虫植物。其存在于实武牙至巴东高地（Padang Highlands）之间海拔0至1600米的地区。
真穗猪笼草通常生长于森林边缘开阔且阳光充足的崖面或陡坡上。其仅生长于砂质土壤，常出现于裸露的石缝中。其常见于北苏门答腊省的实武牙至打鹿洞的公路旁，可生长为密集的丛状。
真穗猪笼草的分布地靠近于其他许多的低地猪笼草，包括白环猪笼草（N. albomarginata）、苹果猪笼草（N. ampullaria）、小猪笼草（N. gracilis）、长叶猪笼草（N. longifolia）和苏门答腊猪笼草（N. sumatrana）。已发现了真穗猪笼草与这些猪笼草的自然杂交种。
真穗猪笼草已被列入《2006年世界自然保护联盟濒危物种红色名录》中，保护状况为无危。

## 相关物种
真穗猪笼草与翼状猪笼草之间存在着多方面的不同。当马修·杰布和马丁·奇克将其恢复为独立的物种时，他们指出了它们之间的区别。
| 真穗猪笼草与翼状猪笼草之间形态特征的区别 |                                            |                            |
| 形态特征                                 | 翼状猪笼草                                 | 真穗猪笼草                 |
| 叶片形状                                 | 披针形－卵形                               | 披针形                     |
| 叶尖                                     | 急尖或渐尖                                 | 圆形至亚盾形               |
| 叶柄                                     | 呈槽状                                     | 略呈或根本不呈槽状         |
| 笼蔓尾                                   | 不分叉，尖锐                               | 不分叉或分叉               |
| 毛被                                     | 红色或白色                                 | 通体无毛                   |
| 捕虫笼基部的形状                         | 结构与捕虫笼的其余部分类似，突然缩小至笼蔓 | 角状，木质，逐渐缩小至笼蔓 |

由于翼状猪笼草的变异性极高，所以部分个体不可避免的会偏离马修·杰布和马丁·奇克的描述。但总体上的形态差异似乎是稳定的，这也是将其鉴定为物种的根据所在。
真穗猪笼草表面上也相似于奇异猪笼草（N. mirabilis）。它们的区别在于其下位笼，真穗猪笼草的下位笼无笼翼，基部侧芽的叶片边缘为流苏状，叶片革质，而奇异猪笼草为纸质。
查尔斯·克拉克注意到真穗猪笼草的上位笼具明显的球形基部，其可能类似于婆罗洲的圆盾猪笼草（N. clipeata）和新几内亚的克罗斯猪笼草（N. klossii）。但实际上很容易就能将这三个物种区分开来，因为它们几乎没有其他共同点，并在它们之间存在着地理隔离。
2001年，查尔斯·克拉克对来自苏门答腊岛和西马来西亚的猪笼草进行了分支系统学分析，共利用了70个形态特征。真穗猪笼草被归入“第5分支”。其显示真穗猪笼草与奇异猪笼草的相关性达72%，而真穗猪笼草与长叶猪笼草之间的相关性较弱，为69%。与其子类群莱佛士猪笼草和苏门答腊猪笼草的相关性为58%。
|  | 真穗猪笼草 |
|  |            |
|  | 奇异猪笼草 |
|  |            |

|                        | 长叶猪笼草                                                      |
|                        |                                                                 |
| <font color=white> 58% | \| \| 莱佛士猪笼草 \| \| \| \| \| \| 苏门答腊猪笼草 \| \| \| \| |
|                        | \| \| 莱佛士猪笼草 \| \| \| \| \| \| 苏门答腊猪笼草 \| \| \| \| |
|                        | 莱佛士猪笼草                                                    |
|                        |                                                                 |
|                        | 苏门答腊猪笼草                                                  |
|                        |                                                                 |

|  | 莱佛士猪笼草   |
|  |                |
|  | 苏门答腊猪笼草 |
|  |                |

|  | 真穗猪笼草 |
|  |            |
|  | 奇异猪笼草 |
|  |            |

|                        | 长叶猪笼草                                                      |
|                        |                                                                 |
| <font color=white> 58% | \| \| 莱佛士猪笼草 \| \| \| \| \| \| 苏门答腊猪笼草 \| \| \| \| |
|                        | \| \| 莱佛士猪笼草 \| \| \| \| \| \| 苏门答腊猪笼草 \| \| \| \| |
|                        | 莱佛士猪笼草                                                    |
|                        |                                                                 |
|                        | 苏门答腊猪笼草                                                  |
|                        |                                                                 |

|  | 莱佛士猪笼草   |
|  |                |
|  | 苏门答腊猪笼草 |
|  |                |

## 自然杂交种
真穗猪笼草和与其他许多同域分布的猪笼草物种之间都存在着自然杂交种。包括白环猪笼草、长叶猪笼草、苹果猪笼草、小猪笼草和苏门答腊猪笼草。

### 真穗猪笼草与白环猪笼草的自然杂交种
白环猪笼草和真穗猪笼草混合分布于巴东高地和打巴奴里（Tapanuli）的许多地区。它们之间的自然杂交种似乎也常见于西苏门答腊省的天普河（Tjampo）附近。查尔斯·克拉克在其1998年发表的专著《苏门答腊岛与西马来西亚的猪笼草》中，有一张白环猪笼草与真穗猪笼草的自然杂交种的幼年植株照片，其由查尔斯·克拉克1998年拍摄于西苏门答腊省堪布山（Bukit Kambut）。该自然杂交种生长于海拔900米的次生植被中，这些植被即包含真穗猪笼草。之后，该分布地遭到破坏，但克拉克和特洛伊·戴维斯（Troy Davis）又在天普山（Bukit Tjampo）发现了大量分布。其生长于该地海拔约750米的茂密蕨类植物丛中，包括芒萁（Dicranopteris linearis）和双扇蕨属（Dipteris sp.）蕨类。
白环猪笼草和真穗猪笼草的自然杂交种通常具有红色的叶片和捕虫笼。其唇下也具有白环猪笼草特征性的白色环状绒毛。与普通的真穗猪笼草一样，该自然杂交种的叶片也几乎完全无毛，叶柄具小叶柄，宽于白环猪笼草的叶柄。尚未发现该自然杂交种的成熟植株，所以上位笼和花序的形态仍不清楚。

### 真穗猪笼草与长叶猪笼草的自然杂交种
在帕亚孔布市和实武牙的附近已发现了真穗猪笼草和长叶猪笼草的自然杂交种（N. albomarginata × N. eustachya），该处的真穗猪笼草和长叶猪笼草同域分布。但真穗猪笼草和长叶猪笼草的原生地明显不同，所以该自然杂交种还是比较罕见的；前者通常生长于阳光充足的开阔地，而后者更多见于茂密的阴暗森林中。该自然杂交种与真穗猪笼草的区别在于，其叶片边缘具有红棕色的短毛被。其唇的前部具有类似长叶猪笼草的特征性凸起。该自然杂交种与长叶猪笼草的区别在于，其笼蔓较短，叶片上表面存在着类似于真穗猪笼草的纵沟。

## 扩展阅读
- 原生地中的真穗猪笼草 （页面存档备份，存于）
- 食虫植物照片搜寻引擎中真穗猪笼草的照片 （页面存档备份，存于）

 维基共享资源上的相關多媒體資源：真穗猪笼草
 維基物種上的相關：真穗猪笼草